# La Freissinouse

La Haute-Beaume este o comună în departamentul Hautes-Alpes, Franța. În 1 ianuarie 2022 avea o populație de 948 de locuitori.